# ハリボー

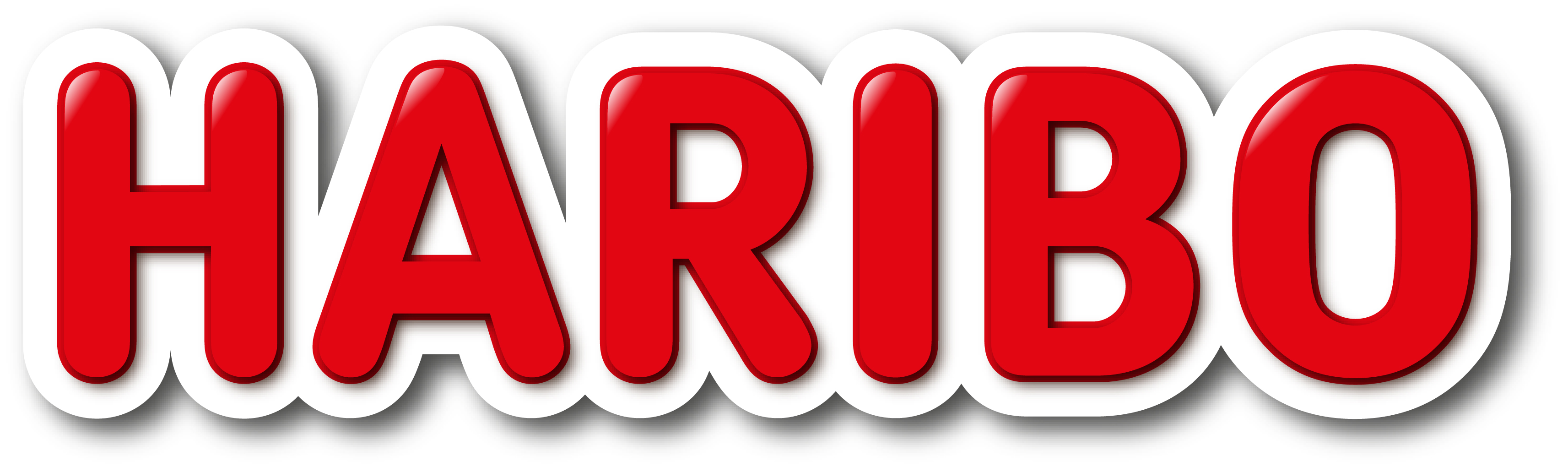
ハリボーのロゴ

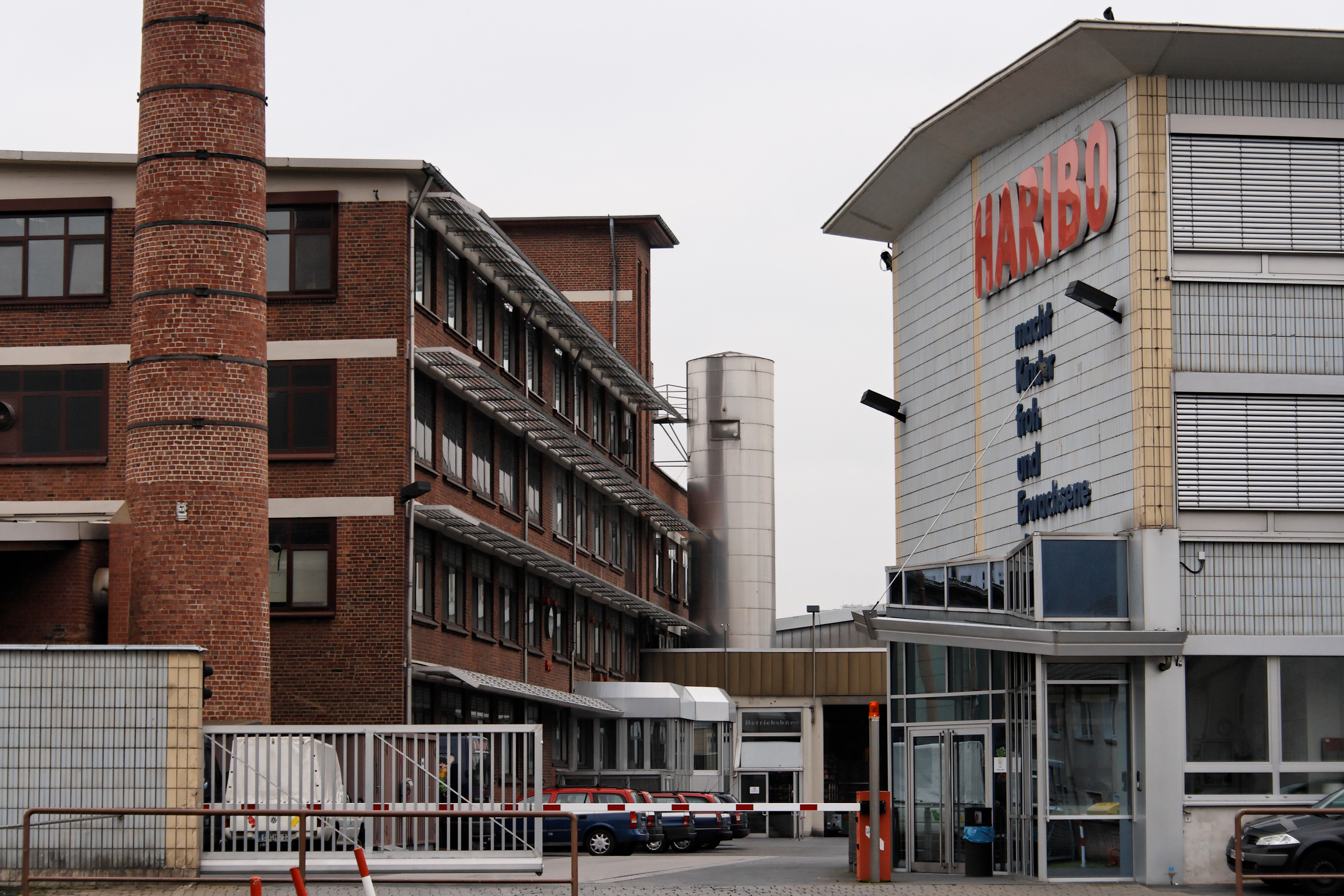
ハリボー本社（ボン）入口

ハリボー (HARIBO) は、ドイツの製菓会社。世界で初めてグミを開発した会社であり、今もなお、世界一の発売数、売上を誇る世界最大のグミの製造会社である。マスコットは首に赤いリボンをつけた黄色の熊。

## 概要
ハリボーの製品は2003年の時点で世界100カ国以上で扱われており、2022年現在も世界最大のグミおよびゼリーの製造会社となっている。主製品はグミーベーア（英語圏ではガミー・ベア。熊の形のグミ）を始めとするグミ・キャンディー、ラクリッツ（リコリッシュ）である。ドイツ国内に5つ、他のヨーロッパ諸国に13の工場、営業事務所はヨーロッパほぼ全域の国とアメリカ合衆国にある。日本では2023年1月4日に日本法人「HARIBO Japan株式会社」を設立した。

## 宣伝
1991年以来、ハリボーの宣伝広告にはテレビの人気司会者トーマス・ゴットシャルク (Thomas Gottschalk) を起用している。2006年1月に宣伝契約の長さでギネスブックに掲載された。ハリボーは人気商品ゴールド・ベアーを中心としたハリボー社の巡回式可動展示を作成し、コブレンツ、トリーア、ゴットシャルクの故郷であるクルムバッハの博物館で展示された。2007年3月25日から10月28日まではオーストリア共和国シュタイアーマルク州グラーツの人民博物館にて公開された。ハリボーはドイツ人に最も人気のある広告ランキングで1位になることが多く、2021年にはマーケティング会社の調査でブランドイメージや知覚品質、顧客満足度、顧客数でもトップを獲得した。

### ドイツ
ハリボーのドイツ語の宣伝文句は、1935年に作られた“Haribo macht Kinder froh / und Erwachsene ebenso”（ハリボーは子供達を幸せにする、そして大人も）である。ドイツのテレビ局カーブル・アインス (kabel eins) の調査によれば、ドイツで最もよく知られた宣伝文句である。作詞者は報酬として20ライヒスマルクを受け取ったという。

### 日本
日本語の宣伝文句は“きらきら笑顔 / みんなでハリボー！”となっている。

### その他の国
英語の宣伝文句は、韻を踏ませるため、“Kids and grown-ups love it so / the happy world of Haribo”（子供も大人もそれが大好き ハリボーのハッピー・ワールド）と変えてあり、フランス語では “Haribo, c'est beau la vie / pour les grands et les petits”（ハリボー、素晴らしい人生 大人にも子供にも）、イタリア語では“Haribo è la bontà / che si gusta ad ogni età”（ハリボーは良いもの 何歳になっても大好き）となっている。その他の言語の宣伝文句も公式ウェブサイトで読むことができる。

## 企業プログラム
1936年以来、ハリボーは毎年10月に子供が集めた栃の実やドングリをハリボー商品と交換する行事を行っている。2006年は10月12、13日に行われた。栃の実10kgまたはドングリ5kgに対して、ハリボーの商品1kgを受け取ることができる。集められた木の実はリーゲル狩猟場や他の猟銃区域に住む動物の冬の間の食糧となる。ドイツおよび近隣国から数万人が参加する。

## 沿革

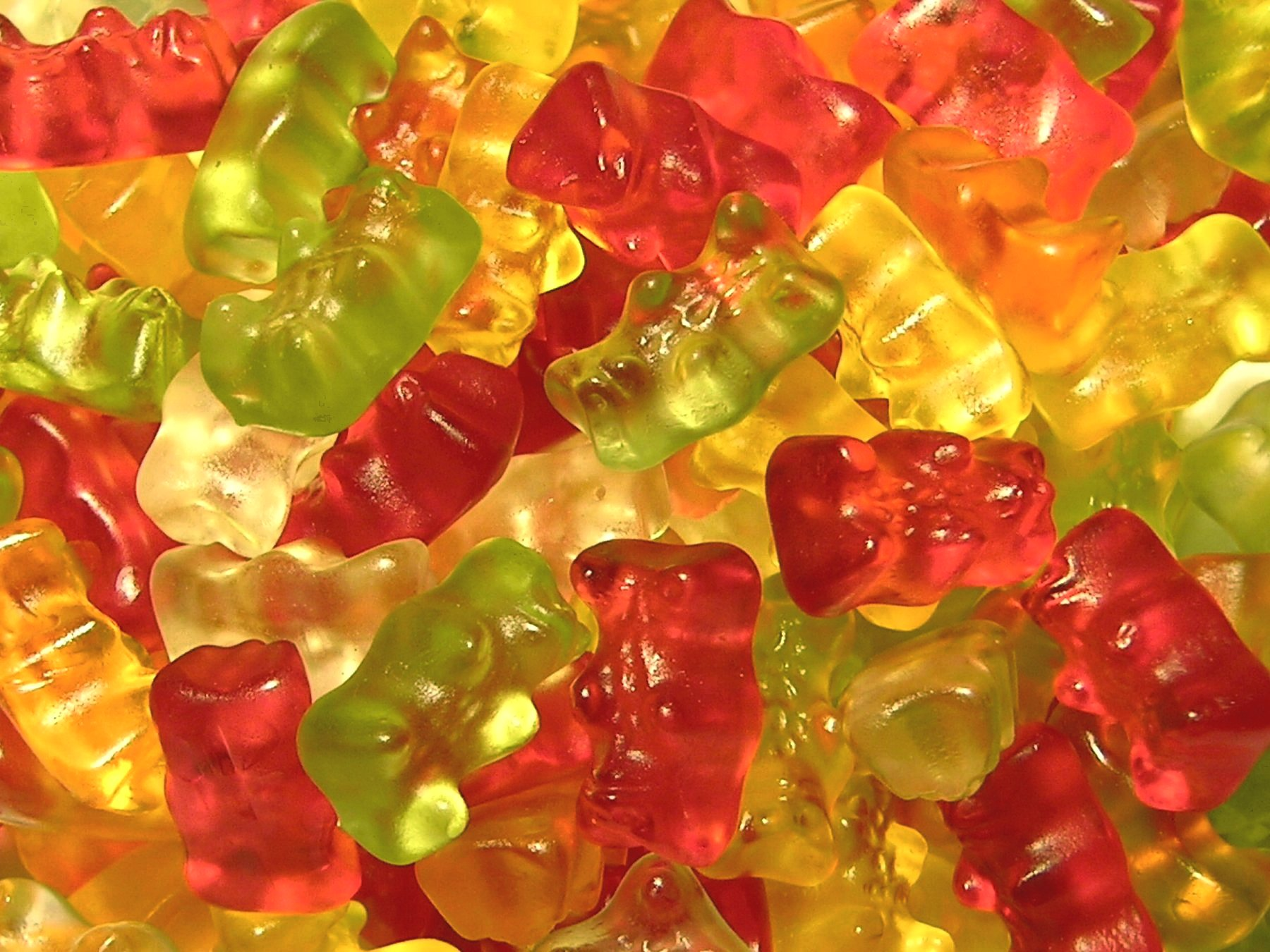
ゴールドベア

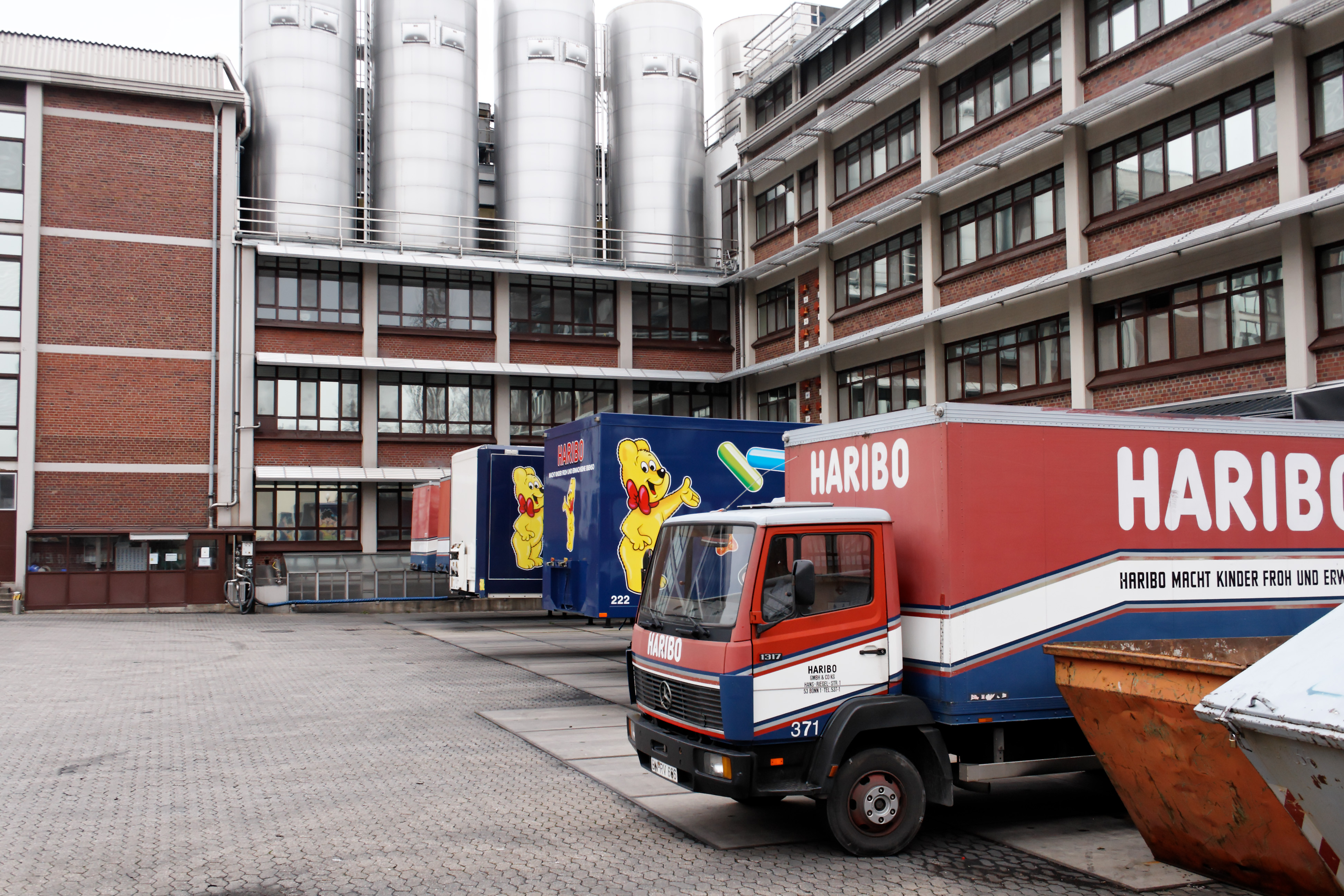
ハリボー本社（ボン）流通部門

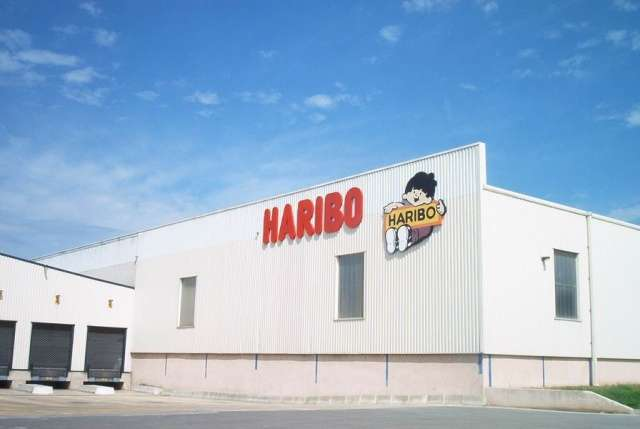
ハリボーの工場（フランスのウゼ）

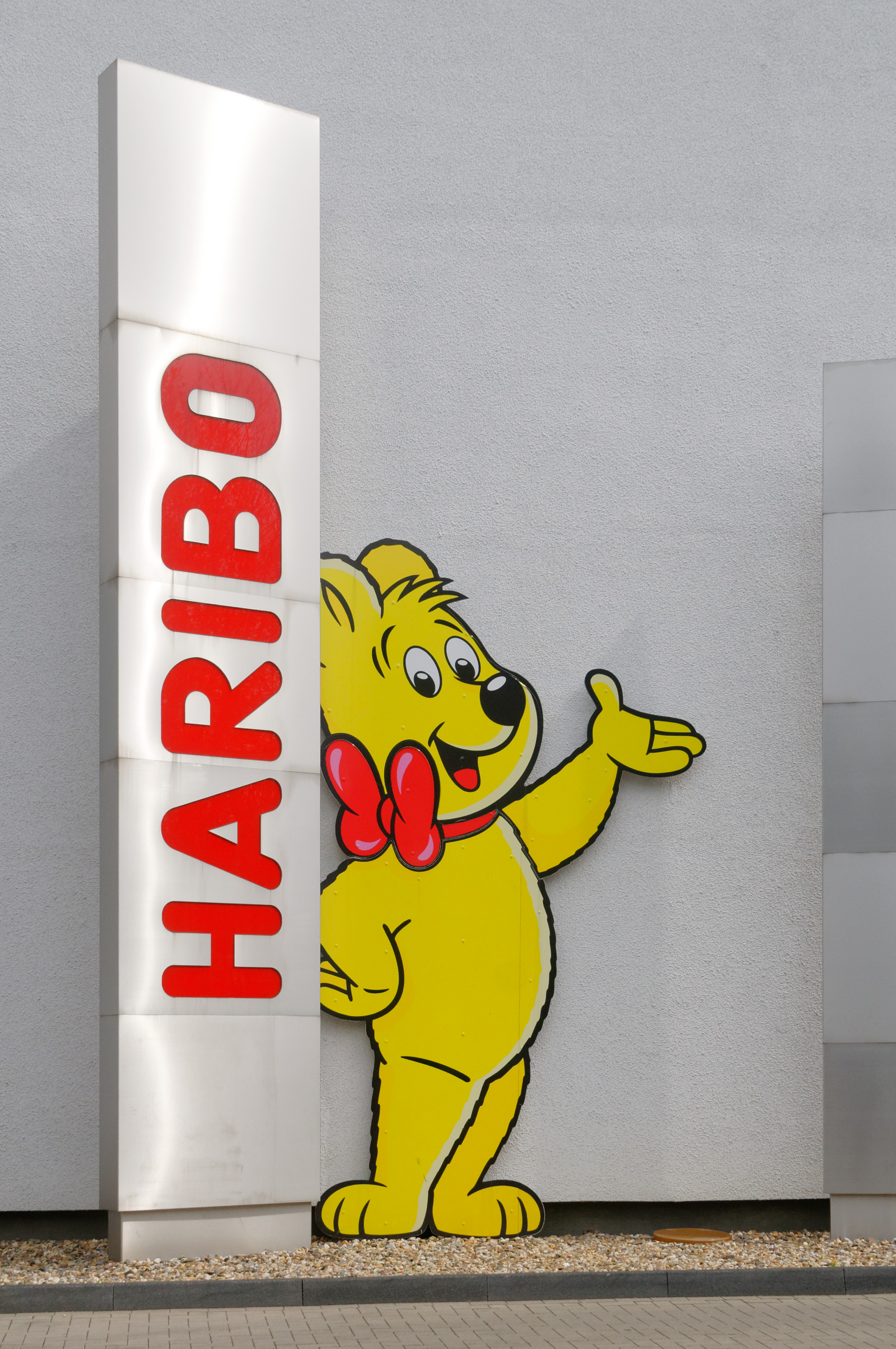
マスコットの黄色の熊

ハリボーは1920年にヴァイマル共和政ボンにて、ハンス・リーゲル (Hans Riegel) が設立した。社名は「ハンス」（Hans）、「リーゲル」（Riegel）、「ボン」（Bonn）から語頭の2文字ずつを取って名付けられた。ハンス・リーゲルは子供の咀嚼力を強めるキャンディとしてグミを開発した。
ハリボーのゴールドベアーは創業2年後に製造開始され、元ドイツ皇帝ヴィルヘルム2世からワイマール共和国が誇るべきものとして賞賛された。また公式サイトによるとアインシュタインのお気に入りのお菓子だった。
創業者のリーゲルは第二次世界大戦中1945年に52歳で死亡。戦後の1946年に、ドイツに戻った長男のハンス・リーゲル・ジュニア Hans Riegel juniorが弟のパウルと共に事業を引き継いだ。ジュニアが世界中の製菓会社を吸収しながら事業を拡張していく一方で、パウルは研究と商品開発を担当した。
ドイツでは第二次世界大戦中のナチ政権下で強制労働者を使っていた会社が数社あり、ハリボーもその一つだとドイツ連邦議会が主張している。ハリボーはこれに反論し、ドイツ企業による強制労働の生存者への補償金に当てる寄付金の支払いも拒否している。
1990年代にジュニアはボッパルト市のヤコブスバーガーホフにライン川を眺められるゴルフコースを設立した。屋敷は1960年代にジュニアによって購入され、ホテルとして経営されていた。
ハリボーはツール・ド・フランスなど自転車競技の協賛をすることが多く、2006年までは国際自転車競技連合のヨーロッパ・ツアー（UCI Europe Tour 1.1）の一つであるClassic Haribo（クラシック・ハリボー、フランスではクラシック・アリボー）を主催していた。
2003年10月に西ドイツ放送にて、ジュニアは甥のハンス・ユルゲン・リーゲルが後継者になることを発表。しかし、甥と良好関係がもてなくなったことで、ジュニアは後継者候補を空席とした。1350人の雇用者を抱えるボン工場はこれ以上の拡張は難しく、メディアでは様々な移転計画が取りざたされているノルトライン＝ヴェストファーレン州内のラインブルックか、ラインラント＝プファルツ州のアールヴァイラーが候補地に挙がっている。
2009年8月3日に共同経営者だった弟のパウルが突然死亡したことで、甥たちから訴訟を起こされる事態となった。ボン商工会議所の仲裁を受けたジュニアは会社の経営体制を変化させることにした。パウルの子供たちとジュニアがそれぞれ持ち株会社を設立し、両者が50％ずつハリボー株を保有することとなった。2013年10月15日にジュニアは死亡した。
2021年には創業100周年を迎え、翌年「ゴールドベア」が誕生100年を迎えた（日本での販売は37年目）。

## 主な商品
多種多様のグミ商品が製造されている。日本では三菱食品が取り扱っている。ソニープラザや成城石井などの輸入食品取り扱い店はもとより、近年ではコンビニやキオスク、スーパーでも販売されている。2009年3月より、旧リョーカ・ジャパンが取り扱っていたものの一部は、ドイツ製からハンガリー製またはトルコ製に切り替わっている。
- ハリボー・ゴールドベア： パイナップル、レモン、オレンジ、ラズベリー、ストロベリー、アップル味の熊の形のグミ詰め合わせ。
- ハリボー・ハッピーコーラ： コーラ味のグミ。形状はコーラ瓶を模している。パウダーつきのもある。
- ハリボー・グミ： ジューシーベア、グレープフルーツ、桃味など。色や形を模倣したカエル、プレッツェルのグミ。リコリスの入った黒いシュネッケン（日本では｢タイヤ味｣として輸入されている）。ハロウィーンやクリスマスなどの季節商品[要出典]。
- マオアム： ソフトキャンディー。
- フロッグ：カエルの形をしたグミ。お腹の白い部分はマシュマロで形成されている。
- シュネッケン：シュネッケンとはカタツムリのこと。ひも状のグミが渦巻になっており、これをほどいて食べる。外袋にはこのシュネッケン（グミ）をタイヤに見立てた自転車に乗った男の子の絵が描かれている。フレーバーは、コーラ（茶）、オレンジ（オレンジ）、レモン（黄）、チェリー（赤）があるが、なかでもリコリスエキスを使用した「黒」は、袋の絵とあいまってゴムの味とも例えられる。

## 日本での広告展開
日本での輸入販売元である三菱食品が2020年より日本国内での展開に本腰を入れ始め、それまでドイツ語版のパッケージの後ろに日本語のシールを張っただけだったものを、日本版キャッチコピー「きらきら笑顔」などを記載した日本版のパッケージに刷新。
日本国内ではハリボーのテレビCMは行われていなかったが、2021年2月から元力士の小林（元・鳥羽の山）・ニコライ（元・阿夢露）・再田（元・若乃島）・田代（元・東桜山）出演のテレビCMが放送された。
3年後の2024年9月からは第2弾として、戦国時代の合戦の拠点を舞台に、鎧武者たちがハリボーのグミを前に童心に帰る様子を描いたテレビCMが放送されている。

## その他
ドイツでは、ハリボーの袋から引いた5つのグミの色の組み合わせで運勢を占う占いが大晦日などのパーティーで行われることがある。その解説本はベストセラーとなっている。